# 岛内站 (两江道)
島內站（韓語：도내역）是朝鮮民主主義人民共和國两江道白岩郡山羊劳动者区的一個鐵路車站，属于白茂线。

## 邻近车站
白茂线
上島內站 - 島內站 - 上黄土站